# (546072) 2011 YW69
(546072) 2011 YW69 ist ein Asteroid des inneren Hauptgürtels, der am 31. Dezember 2011 im Rahmen des Mount Lemmon Survey am Mount-Lemmon-Observatorium ungefähr 17 Kilometer nordöstlich von Tucson in Arizona/Vereinigte Staaten (IAU-Code G96) entdeckt wurde.